# Giacomo Fornoni
Giacomo Fornoni (ur. 26 grudnia 1939 w Gromo, zm. 26 września 2016 w Rogeno) – włoski kolarz szosowy i torowy, złoty medalista olimpijski.

## Kariera
Największy sukces w karierze Giacomo Fornoni osiągnął w 1960 roku, kiedy wspólnie z Livio Trapè, Ottavio Cogliatim i Antonio Bailettim zdobył złoty medal w drużynowej jeździe na czas podczas igrzysk olimpijskich w Rzymie. Był to jedyny medal wywalczony przez Fornoniego na międzynarodowej imprezie tej rangi oraz jego jedyny start olimpijski. Poza igrzyskami Fornoni wygrał między innymi Trofeo Baracchi w 1964 roku a 1960 roku zajął trzecie miejsce w Grand Prix de France. Startował także w Giro d’Italia i Tour de France, ale zajmował odległe miejsca. W 1963 roku zajął czwarte miejsce w wyścigu indywidualnym na dochodzenie podczas torowych mistrzostw świata w Liège. W walce o podium lepszy okazał się Brytyjczyk Hugh Porter. Nigdy nie zdobył medalu na szosowych mistrzostwach świata.